# Botafogo de Futebol e Regatas
Botafogo de Futebol e Regatas, poznat jednostavno kao Botafogo je brazilski nogometni klub iz Rio de Janeira. Nadimak kluba je Estrela Solitária (Usamljena zvijezda). Osnovan je 1. srpnja 1894. kao sportski klub, a 12. kolovoza 1904. kao nogometni klub. Natječe se u regionalnoj ligi Campeonato Carioca države Rio de Janeiro i u Campeonato Brasileiro Série A brazilskom nacionalnom prvenstvu. Botafogo je jedan od osnivača Clube dos 13 (Klub 13-orice), grupe vodećih brazilskih klubova. Najveći igrač u povijesti Botafoga bio je Garrincha.

## Stadion
Prvi stadion koji je Botafogo koristio je bio smješten u ulici Voluntários da Patria i bio je u uporabi između 1908. i 1911. godine. Sljedeće godine, klub je morao igrati utakmice u polju u ulici São Clemente. U četvrti Botafogo, Fogão je konačno pronašao svoje mjesto gdje će igrati. Imenovano je General Severiano zbog ulice s koje se pristupa na stadion, a stadion se počeo koristiti 1913. godine. 
Godine 1950. izgrađena je Maracanã za potrebe svjetskog prvenstva u Brazilu. Nekoć najveći stadion na svijetu je bio dom Botafoga u mnogim važnim utakmicama u Rio de Janeiru od tada.
Međutim, klub je izgubio vlasništvo nad stadionom General Severiano 1977. godine, zbog velikih dugova. Stadion je prodan tvrtki Vale i srušen. Godine 1978. klub se preselio u radničko predgrađe Marechal Hermes i tamo izgradio novi stadion, Mané Garrincha, za privremeno igranje utakmica. 
Od 2007. godine igraju na stadionu João Havelange.

## Rivalstvo
Botafogovi najveći rivali su klubovi iz istog grada: Fluminense, Flamengo i Vasco da Gama.

## Maskote
Prva maskota je bio Paško Patak, ali je napušten zbog naknade za autorska prava pitanja. Danas, klupska maskota je Manequinho, replika Manneken Pisa, a nalazi se ispred ulaza u klub.

## Navijači
Danas, Botafogo ima oko 4 milijuna navijača u Brazilu, a 9. najveći ukupni broj navijača u brazilskom nogometu. U 1960-ima, Botafogo je bio klub broj dva koji preferiraju brazilski nogometni navijači. Ta činjenica objašnjava zašto Botafogo ima veliku količinu obožavatelja koji su navršili 60 godina.

## Trofeji
Nacionalni
- Campeonato Brasileiro Série A: 1968., 1995.
- Campeonato Brasileiro Série B: 2015., 2021.

Regionalni
- Torneio Rio-São Paulo: 1962., 1964., 1966., 1998.
- Campeonato Carioca:  1907.*, 1910., 1912., 1930., 1932., 1933., 1934., 1935., 1948., 1957., 1961., 1962., 1967., 1968., 1989., 1990., 1996., 1997., 2006., 2010., 2013., 2018.
- Taça Rio-Sul: 1931.
- Taça Guanabara: 1967., 1968., 1997., 2006., 2009., 2010., 2013., 2015.
- Taça Rio: 1975., 1976., 1989., 1997., 2007., 2008., 2010., 2012., 2013., 2023., 2024.

Međunarodni
- Copa Libertadores: 2024.
- Copa CONMEBOL: 1993.
- Trofej Pariza: 1963.

(*)Dijeli s Fluminenseom

## Vanjske poveznice
- Službena web-stranica